# Vlasta Suková
Vlasta Marie Suková (27. března 1936 Radošovice – 27. ledna 2014 Praha) byla česká historička a etnografka.

## Rodina
Vlasta Suková se narodila v Radošovicích u Vlašimi, od dětství vyrůstala v Písku. Sepětí rodiny s Prácheňskem po deset generací se odrazilo v její pozdější práci. Od počátku školních let se věnovala klavírní hře a vztah k hudbě ji přivedl mj. do Souboru prácheňských lidových písní a tanců. V Písku školní léta ukončila v roce 1954 maturitou.

## Studium
Studium na Katedře československých dějin a archivního studia filosoficko historické fakulty Karlovy university absolvovala v semináři prof. Věry Olivové diplomovou prací „Hnutí vysokoškolského studentstva v Praze v letech 1924 - 1929“. Doktorátu filosofie dosáhla roku 1982. V disertaci „Písecko v době národního obrození“, ve shodě s profesním uplatněním, posunula téma ke staršímu období. Hodnost kandidátky historických věd v oboru národopis získala v roce 1988.

## Práce[1]
Jako inspektorka pro kulturu v Písku se věnovala kronikářství, muzejnictví a památkové péči, včetně tzv. prvotního soupisu pro nově vytvářený Státní seznam kulturních památek. V roce 1965 získala místo historika v Muzeu Klementa Gottwalda. Plnila lektorské i dokumentační úkoly, např. přípravou exponátů k dějinám dělnického hnutí a levicového tisku nebo spoluautorstvím scénářů o okupaci Československa v letech 1939 – 1945 a historii ilegální organizace Předvoj. Od roku 1976 patnáct let pracovala v Ústavu pro etnografii a folkloristiku ČSAV jako odborná a později vědecká pracovnice.  Publikovala, konala zahraniční studijní cesty, podílela se na realizaci seminářů i dalších úkolů ústavu. Dva roky působila v Národním muzeu – Muzeu Antonína Dvořáka a čtyři roky zpracovávala pro resort kultury rešerše v Národním informačním středisku pro místní kulturu. Účastnila se počítačového zpracování výsledků identifikace památkového fondu SÚRPMO a lokalizace sídelních útvarů na trasách historických cest na podkladě Územně identifikačního registru ČR včetně rešerše literatury a pramenů projektu VÚGTK. Spolupracovala externě při informační podpoře řízení a výkonu výzkumné práce v odvětví kultury.

## Publikace
Z raného období pochází kniha „Jitex 1949 – 1964“ (Komise pro dějiny n.p. Jitex, Písek 1964. 87 s. + [38 s.] obr. příl. / Sedláková Marie, Suková Vlasta, Suk Ríša). Odborné texty pocházejí především z období akademického. Publikovala zejména v časopisech Český lid (ČL), Demos – Internationale Ethnographische und Folkloristische Informationen, Muzejní a vlastivědná práce – Časopis Společnosti přátel starožitností (MVP), ve Zpravodaji koordinované sítě vědeckých informací pro etnografii a folkloristiku ÚEF (Zpravodaj) a sbornících. Nad dílčími tématy o rodinnému životě, zvyklostech a obyčejích (Západočeské vlastivěda 1990) a o prostředí dělnictva (Zpravodaj 1998/10 a 1989/2) převládala obecnější témata. Zkoumala společenský a hospodářský rámec vytváření národa (Lid a lidová kultura národního obrození. ÚEF 1983; Zpravodaj 1989/2; ČL 77, 1990; ČL 79 1992). Věnovala se periodizaci a lokalizaci historických procesů (Etnografie národního obrození 4. ÚEF 1978; Zpravodaj 1987/9; MVP 29, 1991; ČL 78, 1991), především v prostředí jižních Čech (ČL 72, 1985; Z jihočeského národopisu 2, 1988; ČL 77, 1990). Sledovala změny rozsahu a územního uspořádání zemědělské a nezemědělské výroby, komerčních a policejních živností, počtu a složení obyvatel města a venkova i vliv těchto faktorů na ideové a politické poměry české společnosti v letech 1791 – 1848 (ČL 80, 1993). Hodnotila nové možnosti využití historických pramenů (MVP 28, 1990). Zabývala se lexikografií (Klasifikace výrob a povolání NM 1974; MVP 28, 1990) v přímé vazbě na informační zpracování sbírkových fondů.